# Musique tropicale
La musique tropicale (espagnol : música tropical) est un terme de l'industrie musicale latino-américaine qui désigne les genres musicaux issus des régions hispanophones des Caraïbes ou influencés par elles. Elle comprend les îles de Cuba, Porto Rico et la République dominicaine, ainsi que les régions côtières des Caraïbes de la Colombie, du Mexique, de l'Amérique centrale et du Venezuela,.

## Terminologie
Le terme de « musique tropicale » n’est généralement pas employé par les musiciens eux-mêmes, mais par des stations radiophoniques, des webradios ou des émissions de radio (par ex. Couleurs Tropicales sur RFI) ou encore des WebTV (Trace Tropical par ex.), des DJ et des boîtes de nuit qui programment ces musiques, ou des maisons de disques pour des raisons de marketing[réf. nécessaire].
De la même manière on[Qui ?] parle en France de « musiques du soleil » lorsqu’on[style à revoir] englobe en plus les musiques orientales et arabo-andalouses (flamenco, raï, …). Par exemple le nom de la radio locale lyonnaise Sun 101.5 faisait allusion à ce concept[réf. nécessaire].

## Caractéristiques
En raison de ses racines géographiques, la musique tropicale mêle généralement des éléments issus des traditions européennes et africaines. Un exemple en est le processus de binarisation des rythmes ternaires apportés d'Afrique, qui a eu lieu à l'origine à Cuba et s'est ensuite répandu dans le reste des Caraïbes et en Amérique latine La présence de polyrythmies syncopées d'origine africaine rend la plupart des musiques tropicales naturellement dansantes. L'instrumentation de la musique tropicale comprend également des instruments européens (tres, piano, trompette, timbales) et des instruments d'origine africaine (congas, bongos, marimba). À la fin du XXe siècle, des instruments contemporains tels que le synthétiseur et la boîte à rythmes sont incorporés.
En général, seuls les genres modernes mais avec des racines traditionnelles, et le plus souvent rythmés et dansants, sont pris en considération : zouk des Antilles, kompa d’Haïti, salsa de Cuba d'Amérique latine, merengue et bachata de la République dominicaine, axé et lambada du Brésil, reggae/dancehall jamaïcain, soca de Trinidad et de Barbade, séga de La Réunion et de l’île Maurice, salegy de Madagascar, etc.
Le terme tropical en musique est utilisé aux États-Unis et en Amérique latine pour parler d'une partie de la musique latine constituée là aussi des genres modernes mais avec des racines traditionnelles, et le plus souvent rythmés et dansants : salsa d’Amérique latine, merengue et bachata de la République dominicaine, cumbia colombienne… C’est dans ce sens qu’il apparaît dans le titre de l’album Tropical Tribute to the Beatles. Une catégorie tropical existe pour des récompenses de la musique latine telles que les Latin Grammy Awards, les Billboard Latin Awards ou encore les Premios Lo Nuestro. Le Billboard établit un classement des meilleurs titres, le Latin Tropical Airplay. En espagnol, musica tropical désigne le concept tropical américain, et n’est pas équivalent du sens plus vaste que l’on donne dans la francophonie au terme « musique tropicale ».
Des genres très modernes, proches du hip-hop, tels que le ragga jamaïcain, la soca de Trinité, le merenhouse dominicain et le reggaeton latino-américain peuvent également être considérés comme appartenant à l’urban, un terme utilisé principalement aux États-Unis (comme format radio par exemple) pour désigner un ensemble de genres, les musiques noires modernes.